# FC Mouna
Der Football Club Mouna d'Akoupé, allgemein bekannt als FC Mouna, ist ein ivorischer Fußballverein aus Akoupé. Aktuell spielt der Verein in der ersten Liga, der Ligue 1.

## Stadion
Der Verein trägt seine Heimspiele im Complexe Sportif Jesse Jackson im Yopougon, einem Stadtteil von Abidjan, aus.

## Erfolge
- Ligue 2: 2023 (Gruppe B)  ▲